# Diores annetteae
Diores annetteae är en spindelart som beskrevs av Rudy Jocqué 1990. Diores annetteae ingår i släktet Diores och familjen Zodariidae. Inga underarter finns listade i Catalogue of Life.